# Erik Matti
Erik Matti (Bacolod, 21 dicembre 1970) è un regista, sceneggiatore e produttore cinematografico filippino, meglio noto in Occidente per il film d'azione On the Job (2013).

## Biografia
Ultimogenito dei sei figli di un'impiegata statale e di un doganiere ed agitatore politico, Matti si specializza in biologia all'Università di St. La Salle, per studiare comunicazione di massa senza laurearsi. Comincia a lavorare nell'industria cinematografica filippina alla fine degli anni '90 come sceneggiatore, esordendo alla regia di un lungometraggio nel 1999. Fonda con Dondon Monteverde la casa di produzione Reality Entertainment. Solitamente co-sceneggia i suoi film con la moglie Michiko Yamamoto.
Si fa conoscere all'estero nel 2013, quando il suo thriller d'azione neo-noir On the Job viene presentato alla Quinzaine des Réalisateurs del Festival di Cannes. L'anno seguente, dirige un episodio dell'horror statunitense The ABCs of Death 2, mentre nel 2021 concorre alla 78ª Mostra internazionale d'arte cinematografica di Venezia col seguito On the Job 2: The Missing 8.

## Filmografia parziale

### Regista
- Scorpio Nights 2 (1999)
- Ekis (1999)
- Pedro Penduko, Episode II: The Return of the Comeback (2000)
- Sa huling paghihintay (2001)
- Dos ekis (2001)
- Prosti (2002)
- Mano po 2: My Home (2003)
- Gagamboy (2004)
- Pa-siyam (2004)
- Exodus: Tales from the Enchanted Kingdom (2005)
- The Arrival (2009)
- Tiktik: The Aswang Chronicles (2012)
- Rigodon (2012)
- On the Job (2013)
- I is for Invincible, episodio di The ABCs of Death 2 (2014)
- Kubot: The Aswang Chronicles 2 (2014)
- Honor Thy Father (2015)
- Seklusyon (2016)
- BuyBust (2018)
- Kuwaresma (2019)
- A Girl and A Guy (2021)
- On the Job 2: The Missing 8 (2021)

## Riconoscimenti
- Mostra internazionale d'arte cinematografica di Venezia
  - 2021 – In concorso per il Leone d'oro per On the Job 2: The Missing 8
- Metro Manila Film Festival
  - 1996 – Miglior sceneggiatura per Magic Temple
  - 2014 – Candidatura al miglior regista per Kubot: The Aswang Chronicles 2
  - 2014 – Candidatura alla miglior sceneggiatura per Kubot: The Aswang Chronicles 2
  - 2014 – Candidatura al miglior soggetto originale per Kubot: The Aswang Chronicles 2
  - 2015 – Miglior regista per Honor Thy Father
  - 2015 – Candidatura al miglior soggetto originale per Honor Thy Father
  - 2015 – Miglior regista per Seklusyon